# Afrixalus wittei
Afrixalus wittei е вид земноводно от семейство Hyperoliidae. Видът е незастрашен от изчезване.

## Разпространение
Разпространен е в Ангола, Демократична република Конго, Замбия и Танзания.